# Старое Четово
Старое Четово (мокш. Сире Четова) — деревня в Торбеевском районе Республики Мордовия. Входит в состав Варжеляйского сельского поселения.

## История
Название-антропоним: оно связано с личным дохристианским мокшанским именем — Четай (от четямс «осветить»).

## Общая физико-географическая характеристика
Географическое положение
По автомобильным дорогам расстояние до республиканского центра города Саранск составляет 170 км, до районного центра посёлка городского типа Торбеево — 20 км. Абсолютная высота 135 метров над уровнем моря.
Часовой пояс
Старое Четово, как и вся Республика Мордовия, находится в часовой зоне МСК (московское время). Смещение применяемого времени относительно UTC составляет +3:00.

## Население
| 2002 | 2010 |
| ---- | ---- |
| 99   | ↘65  |

Национальный состав
Согласно результатам переписи 2002 года, в национальной структуре населения мордва составляли 100% из 99 человек.

## Известные жители
- Иван Ломакин (1884 — 1937) — мученик.
- Анна Андреевна Пахомова (1923 — 2002) — передовик советского сельского хозяйства,  Герой Социалистического Труда (1966).